# Daphnella marmorata
Daphnella marmorata é uma espécie de gastrópode do gênero Daphnella, pertencente à família Raphitomidae.